# Zinvaldit
Zinvaldit, KLiFeAl(AlSi3)O10(OH,F)2, kalijum litijum gvožđe aluminijum silikat hidroksid fluorid je silikatni mineral u grupi liskuna. IMA status je niz između siderofilita (KFe2Al(Al2Si2)O10(F,OH)2) i polilitionita (KLi2AlSi4O10(F,OH)2) i ne smatra se validnom mineralnom vrstom.

## Ime i otkriće
Prvi put je opisan 1845. godine u Zinvaldu/Cinoveku na granici Nemačke i Češke Republike.

## Nalaženje
Javlja se u grejzenima, pegmatitnim i kvarcnim venama koje su često povezane sa nalazištima kalajne rude. Obično se povezuje sa topazom, kasiteritom, volframitom, lepidolitom, spodumenom, berilom, turmalinom i fluoritom.